# Ромо, Освальдо
Освальдо Энрике Ромо Мена (исп. Osvaldo Enrique Romo Mena; 20 апреля 1938, Сантьяго — 4 июля 2007, Сантьяго) — чилийский агент тайной полиции, ранее левый активист, после военного переворота 1973 поддержал диктаторский режим генерала Пиночета. Служил в оперативной бригаде ДИНА, активно участвовал в политических репрессиях, отличался особой жестокостью. Был уволен и выслан в Бразилию. После восстановления демократии в Чили экстрадирован из Бразилии и предстал перед судом. Приговорён к длительному сроку заключения, умер в тюрьме. Считается олицетворением карательной жестокости.

## Левый активист
Родился в семье пеньялоленской бедноты. Материальные трудности, неблагополучные семейные отношения, по оценке знавших его людей, способствовали мстительности и жестокости характера Работал на заводе MADECO в коммуне Сан-Мигель (производство кабелей и проводов). Дважды арестовывался за кражу и угон автомобиля. Стал информатором полиции и благодаря этому избежал тюрьмы. Был женат, имел четырёх дочерей и сына.
С 1970 Освальдо Ромо поддерживал левый блок Народное единство и правительство Сальвадора Альенде. Состоял в партии Народно-социалистический союз (USOPO), был тесно связан с ультралевым движением MIR. Организовывал политические собрания и социальные акции, включая захваты земель. Был известен под прозвищем Comandante Raúl (Командир Рауль). Иногда критиковал Альенде с леворадикальных позиций. В марте 1973 баллотировался от USOPO в Национальный конгресс Чили, но собрал менее 0,2 % голосов.
Впоследствии высказывалась версия, будто Освальдо Ромо давно был агентом правых сил и внедрился в левую среду от полиции или армейской разведки. Но подтверждений этому нет, такие предположения возникли из-за последующей деятельности Ромо.

## Арест и вербовка
11 сентября 1973 в Чили произошёл крайне правый военный переворот. Правительство Народного единства было свергнуто. К власти пришла Правительственная хунта во главе с генералом Аугусто Пиночетом. Установился многолетний режим военной диктатуры. Освальдо Ромо был арестован как известный левый активист. Парадоксально, но формальным поводом для ареста стал ордер, выданный до переворота — полиция предъявляла Ромо «оскорбление президента Альенде» во время дискуссии на левом митинге.
Освальдо Ромо был доставлен в здание унтер-офицерского училища (директором был тогда Хулио Канесса Роберт), оттуда в Следственную полицию. Несколько дней оставался без еды, подвергался пыткам. Затем его допросил знакомый офицер полиции, ранее задерживавший Ромо и курировавший как информатора. Полицейский предложил освобождение, но на жёстком условии сотрудничества. Ромо согласился, вышел на волю и вернулся работать на MADECO. Информировал полицию о положении на заводе — дабы «предотвращать кражи, грабежи, шпионаж, саботаж, подрывную деятельность».
Через полгода после переворота, в марте 1974, информацию от Ромо затребовала разведслужба ВВС Чили. На этот раз вопросы касались структуры MIR. Ромо сообщил всё, что знал. Ещё через две недели армейская разведка использовала Ромо для опознания трупа боевика MIR. Сотрудники ежедневно вели с ним подробные беседы об организации и активистах MIR. Ромо обладал немалым объёмом информации, его посчитали ценным кадром.
Когда в июне 1974 хунта учредила тайную политическую полицию ДИНА во главе с Мануэлем Контрерасом. Освальдо Ромо был зачислен в качестве агента. Поступил на службу в Кауполиканскую бригаду Столичной области. Состоял под началом Марсельо Морена Брито и Мителя Краснова.

В те же кварталы, где пропагандировал свои ультралевые взгляды, он вернулся в качестве карателя.

## Служба в ДИНА
Освальдо Ромо состоял в опергруппе Halcón I, которая специализировалась на подавлении вооружённого подполья MIR. Впоследствии он говорил, что его интересовали именно активисты MIR, особенно знакомые лично. К членам коммунистической и социалистической партий Ромо был безразличен.
Все значимые операции ДИНА против MIR, в том числе Операция «Коломбо», проводились при активном участие Освальдо Ромо. Он лично арестовывал и допрашивал на Вилле Гримальди видных деятелей MIR Агустина Рейеса, Рамона Мартинеса, Альфонсо Шанфро, Диану Арон Свигилиски, Луми Виделу, Луиса Саморано, Хорхе Эспиносу, Мануэля Хоо, Жаклин Бинфу, Офелио Ласо — все они были убиты и зачислены в «пропавшие без вести». 5 октября 1974 Ромо выезжал на спецоперацию, в результате которой был убит лидер MIR Мигель Энрикес. Был причастен к похищению испанского священника Антонио Льидо. Участвовал в бессудном убийстве охранника ДИНА Карлоса Карраско, уличённого в информировании подполья и гуманном обращении с заключёнными.
В общей сложности Освальдо Ромо инкриминировались 34 похищения, 22 соучастия в похищениях, 14 применений пыток. Именно он практиковал особенно жестокие пытки, даже по меркам ДИНА. С его именем так или иначе связаны около ста убийств. Как оперативник Освальдо Ромо был эффективен. Знание ультралевой среды, сыскной талант, командные способности позволяли добиваться результатов. За эти достижения он был допущен в окружение Контрераса. Ромо быстро превратился в олицетворение кровавой жестокости, беспринципности, предательства прежних друзей. Его новое прозвище Guatón Romo (Толстяк Ромо) сделалось нарицательным.
Деятельность Освальдо Ромо в ДИНА продлилась не слишком долго. Несмотря на оперативные успехи, офицеры ДИНА из военной элиты пренебрежительно относились к штатскому агенту, бывшему леваку пролетарского происхождения. Уже в 1975 стало известно, что он обманом получал и присваивал деньги родственников репрессированных — обещая за это смягчение условий содержания для уже «пропавших без вести». После этого Ромо был уволен из ДИНА и по указанию начальства перебрался в Бразилию.

## Эмиграция и выдача
О бразильском периоде биографии Освальдо Ромо подробные данные отсутствуют. Проживал он в Сан-Паулу под именем Андрес Энрикес. Сам он и его жена получали социальные пособия (возможно, по договорённостям ДИНА с ДОПС). Сын и дочери Ромо адаптировались в бразильском обществе. По некоторым сведениям, Ромо примыкал к бразильским ультраправым «эскадронам смерти», но этому нет документальных подтверждений. Общаясь с местными чилийцами, называл себя левым политэмигрантом, бежавшим от пиночетовских репрессий.
После восстановления демократии новые власти Чили начали привлекать к судебной ответственности функционеров ДИНА. В Следственной полиции был создан специальный отдел. После запроса на экстрадицию Освальдо Ромо двое сотрудников в 1992 вылетели в Сан-Паулу. Бразильская полиция оказала помощь в обнаружении. При задержании Энрикес-Ромо не пытался ни сопротивляться, ни скрывать свою личность — наоборот, проявил интерес к возможности поделиться информацией и стать публичной фигурой. Но на всякий случай его ввели в заблуждение — якобы срок давности по его преступлениям прошёл, речь пойдёт только о собеседованиях. Под полицейским конвоем Ромо был доставлен в Сантьяго.

## Обвинения и суды
Освальдо Ромо предстал перед чилийской юстицией. Поначалу он ожидал поддержки от бывших начальников, но они — в частности, Морен Брито — отвечали, что Ромо не военный и не может рассчитывать на солидарность сослуживцев. Оскорблённый этим Ромо «занялся тем, что умел лучше всего — сдавать своих». Так же, как прежде о MIR, он рассказывал о структуре, деятельности и функционерах ДИНА. Дал подробные показания на высших руководителей пиночетовской тайной полиции — Мануэля Контрераса, Марсельо Морена Брито, Педро Эспиносу, Рауля Иттуриагу, Франсиско Феррера Лиму и других.
При этом Ромо не пытался выгораживать себя. Столь же подробно, что о других, рассказывал он о собственном участии в похищениях, пытках, убийствах. Приводил даже детали, касавшиеся пыточных методов. Подчёркивал, что повторил бы всё заново, только не оставил бы в живых никого из попавших к нему. На журналистский вопрос, понимает ли он, что в эпитафии будет назван палачом и садистом, Ромо ответил, что эта характеристика логична, но перед своей совестью он чист.
Такая позиция Ромо была выгодна другим сотрудникам ДИНА, привлечённым за прежнюю деятельность. Он с готовностью принимал на себя самые тяжёлые обвинения, и прочие на его фоне выглядели менее виновными. Ромо считал, что статус «монстра-исчадия», «худшего из худших» тоже позволяет прославиться и стать исторической фигурой. Психиатрическая экспертиза отмечала за ним «чрезмерную самоуверенность».
Освальдо Ромо был подсудимым на нескольких групповых процессах по отдельным эпизодам. В общей сложности на его арест было выдано одиннадцать ордеров. Содержался он первоначально в тильтильской тюрьме Пунта-Пеуко. Не все конкретные эпизоды в отношении Ромо удавалось доказать — в 2000 он был освобождён под залог, но вскоре вновь арестован по следующим обвинениям и водворён в тюрьму Сантьяго. Последовательно выносились приговоры к двадцати, пятнадцати, десяти годам; сроки при этом складывались..

## Записи и смерть
Тюремное заключение Освальдо Ромо проходило в почти полном одиночестве. Время от времени его посещала только две женщины — монахиня и жена единственного друга, отставного жандарма. Ромо вызывал отторжение и отвращение во всех слоях и группах чилийского общества, включая бывших сотрудников ДИНА. Его отношения с другими заключёнными были крайне враждебными. От него отвернулись даже жена и дети, оставшиеся в Бразилии. Одна из дочерей написала Ромо горькое письмо. Она говорила о своём разочаровании и обвиняла отца во лжи, поскольку раньше «считала Че Геварой».
В тюрьме Освальдо Ромо вёл ежедневник, где тщательно отмечал дни католических святых, температуру воздуха и тюремное меню. Он оставил большой объём ценных записей с фактологией и оценками событий 1973—1975 . Исследователи отмечали, что при всём бравировании и цинизме Ромо всё же пытался уйти от образа палача и убийцы, настаивал на патриотической мотивации своих действий (хотя сам характеризовал свой патриотизм как «своеобразный»). Инициаторами пыток и убийств в его описаниях всегда оказываются некие «они». Вспоминая погибших членов MIR, Ромо признавал их идейность и храбрость, но утверждал, что эти люди «не обладали талантами и добродетелью».
Ромо был подвержен многочисленным болезням — диабет, пневмония, инсульт, сердечная недостаточность. Передвигался в инвалидной коляске. Умер от сердечного приступа в тюремной больнице в возрасте 69 лет.
Похоронен Освальдо Ромо на Общем кладбище Сантьяго. Присутствовали два человека — могильщик и священник. В первую ночь, во избежание актов вандализма, у могилы стоял полицейский пост. Похороны оплатила женская монашеская конгрегация, но хоронить на этом участке священник отказался: «Как можно помещать дьявола с монахинями?» В тот же день единственный раз кладбище посетили сын и дочь Освальдо Ромо — без цветов, только уточнить местонахождение.